# Довер Бејс Хаусинг (Делавер)
Довер Бејс Хаусинг (енгл. Dover Base Housing) насељено је место без административног статуса у америчкој савезној држави Делавер.

## Демографија
По попису из 2010. године број становника је 3.450, што је 56 (1,6%) становника више него 2000. године.
| Група             | 2000.         | 2010.         |
| Белци             | 2.343 (69,0%) | 2.281 (66,1%) |
| Афроамериканци    | 563 (16,6%)   | 458 (13,3%)   |
| Азијати           | 63 (1,9%)     | 78 (2,3%)     |
| Хиспаноамериканци | 263 (7,7%)    | 492 (14,3%)   |
| Укупно            | 3.394         | 3.450         |